# Trennungsprinzip (Zivilrecht)

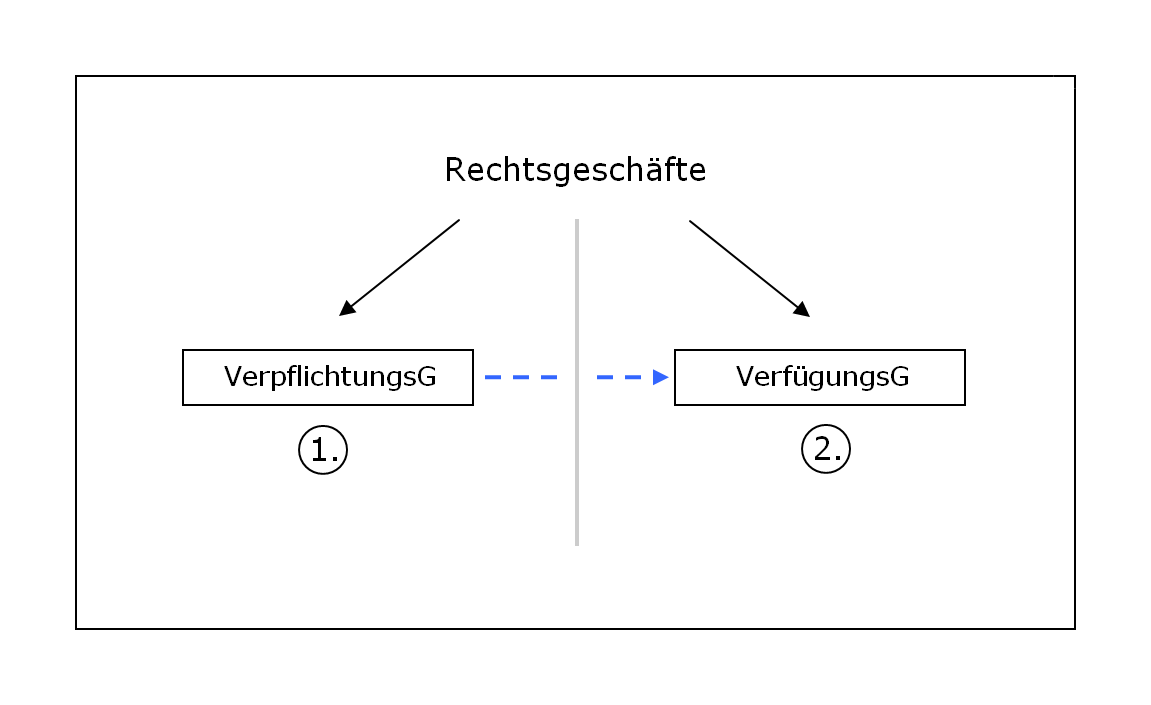
Trennungsprinzip im Zivilrecht

Das Trennungsprinzip ist ein Begriff der Rechtswissenschaft verschiedener europäischer Rechtsordnungen, auch des deutschen BGB.
Es besagt, dass das schuldrechtliche Verpflichtungsgeschäft und das Verfügungsgeschäft (Änderung der Rechtszuordnung) voneinander zu trennen sind, auch wenn es sich dabei um einen einheitlichen Lebensvorgang handelt, und keine Einheit bilden. Allein das BGB jedoch hat – gegenüber anderen Rechtsordnungen – die beiden Geschäftsteile auch in ihrer rechtlichen Wirksamkeit unabhängig voneinander gemacht und das sogenannte Abstraktionsprinzip eingeführt.
Dazu ein Beispiel: Wenn der Kunde K vom Bäckermeister B drei Brötchen erwirbt, betrachtet die Rechtswissenschaft diesen einheitlichen Sachverhalt unter verschiedenen Aspekten:
- Zunächst wird zwischen B und K ein Kaufvertrag geschlossen. Darin verpflichtet sich B, dem K drei Brötchen zu übereignen und zu übergeben, § 433 Abs. 1 BGB. Im Gegenzug ist K verpflichtet, dem B den Kaufpreis zu zahlen und die Brötchen abzunehmen, § 433 Abs. 2 BGB. Man nennt dies das (schuldrechtliche) Verpflichtungsgeschäft.
- In Erfüllung der Verpflichtungen, die B und K mit dem Kaufvertrag eingegangen sind, übereignen sie nun einzeln jedes der Brötchen und jeden Geldschein bzw. jede Münze. Man spricht bei diesem Erfüllungsgeschäft auch vom (dinglichen) Verfügungsgeschäft, denn hier wird unmittelbar ein dingliches Recht (nämlich das Eigentum) übertragen.

Dies bedeutet, dass der Kaufvertrag, der das Verpflichtungsgeschäft mit Rechtsgrund (die sogenannte causa) darstellt, und die Übereignung zwei verschiedene Vorgänge sind. Daher ist es nach deutschem Recht auch ohne weiteres möglich, das Eigentum erst lange nach Abschluss des Kaufvertrages übergehen zu lassen oder die Übereignung unter der Bedingung der vollständigen Kaufpreiszahlung vorzunehmen (Eigentumsvorbehalt). Das Trennungsprinzip ist die Grundlage des Abstraktionsprinzips. Die Unwirksamkeit des Kausalgeschäfts berührt nicht die Wirksamkeit der Verfügung.
Der Zweck des Trennungsprinzips (und des auf ihm aufbauenden Abstraktionsprinzips) liegt vor allem im Verkehrsschutz. So braucht sich beispielsweise ein Käufer grundsätzlich keine Gedanken zu machen, ob der Verkäufer den fraglichen Gegenstand mit anderen Verpflichtungsgeschäften (z. B. weiterer Verkaufsvertrag an anderen Kunden des Verkäufers) belastet hat, sobald er auch Eigentümer der Sache geworden ist.